# Ilkeston
Ilkeston est une ville du Derbyshire, en Angleterre. Chef-lieu du borough d'Erewash, elle est située sur la rivière Erewash, au nord-est de la ville de Derby et à quelques kilomètres à l'ouest de Nottingham, dans le comté voisin du Nottinghamshire.

## Personnalités liées à la ville
- Chick Churchill (1946-),  claviériste du groupe rock britannique Ten Years After, y est né ;
- Robert Lindsay (1949-), acteur, y est né ;
- Mel Ramsden (1944-2024), artiste conceptuel britannique membre du collectif Art and Language, y est né.

## Jumelages
- Châlons-en-Champagne (France) depuis 1957[1]